# Marcelo Lomba
Marcelo Lomba do Nascimento (Rio de Janeiro, 18 de dezembro de 1986) é um futebolista brasileiro que atua como goleiro. Atualmente joga no Palmeiras.

## Carreira

### Flamengo
Apontado por muito tempo como sucessor natural de Diego, desde o início da carreira, que começou no CFZ, e em 2001 chegando ao Flamengo, sempre esteve substituindo o colega Diego, seja após a promoção daquele para o time principal, ou até mais tarde, quando o próprio Marcelo foi também promovido e se tornou terceiro goleiro da equipe. Apesar disso, Lomba sempre foi aplaudido desde muito jovem e ganhou a admiração dos torcedores, além dos outros jogadores na Gávea.
Na sua ainda breve carreira, coleciona convocações para as seleções sub-15 e sub-17, sendo inclusive Campeão Sul Americano com o Brasil. No ano de 2006, porém, o goleiro passou a galgar degraus mais altos, pois, sua idade limite houvera chegado, e Lomba foi integrado ao badalado time principal do Flamengo.
Em 2006, teve a sua primeira chance como titular, mas em 2008, no clássico contra o Vasco da Gama, foi que Lomba disputou uma partida oficial e chamou a atenção da torcida. Apesar disso, não veio uma continuidade, mesmo porque, a posição de goleiro não costuma deixar brechas, e naquela ocasião, o Fla contava com o titular absoluto Bruno, que há muito já houvera caído nas graças da torcida.
O passar do tempo, porém, fez com que novas oportunidades surgissem para Lomba. Em 2010, com a saída de Diego para o Ceará, o jovem arqueiro tornou-se reserva imediato de Bruno, e aos poucos acabou se firmando no elenco rubro-negro e ganhando a sonhada titularidade ainda no decorrer do Campeonato Brasileiro.
Em 2011, o técnico Vanderlei Luxemburgo afirmou que não iria utilizá-lo, e decidiu deixá-lo sair por empréstimo para pegar experiência. Lomba então se transferiu para a Ponte Preta, porém, a negociação acabou não se concretizando e Lomba retorna ao Flamengo onde não foi nem reserva da equipe, como Luxemburgo havia afirmado.

### Bahia

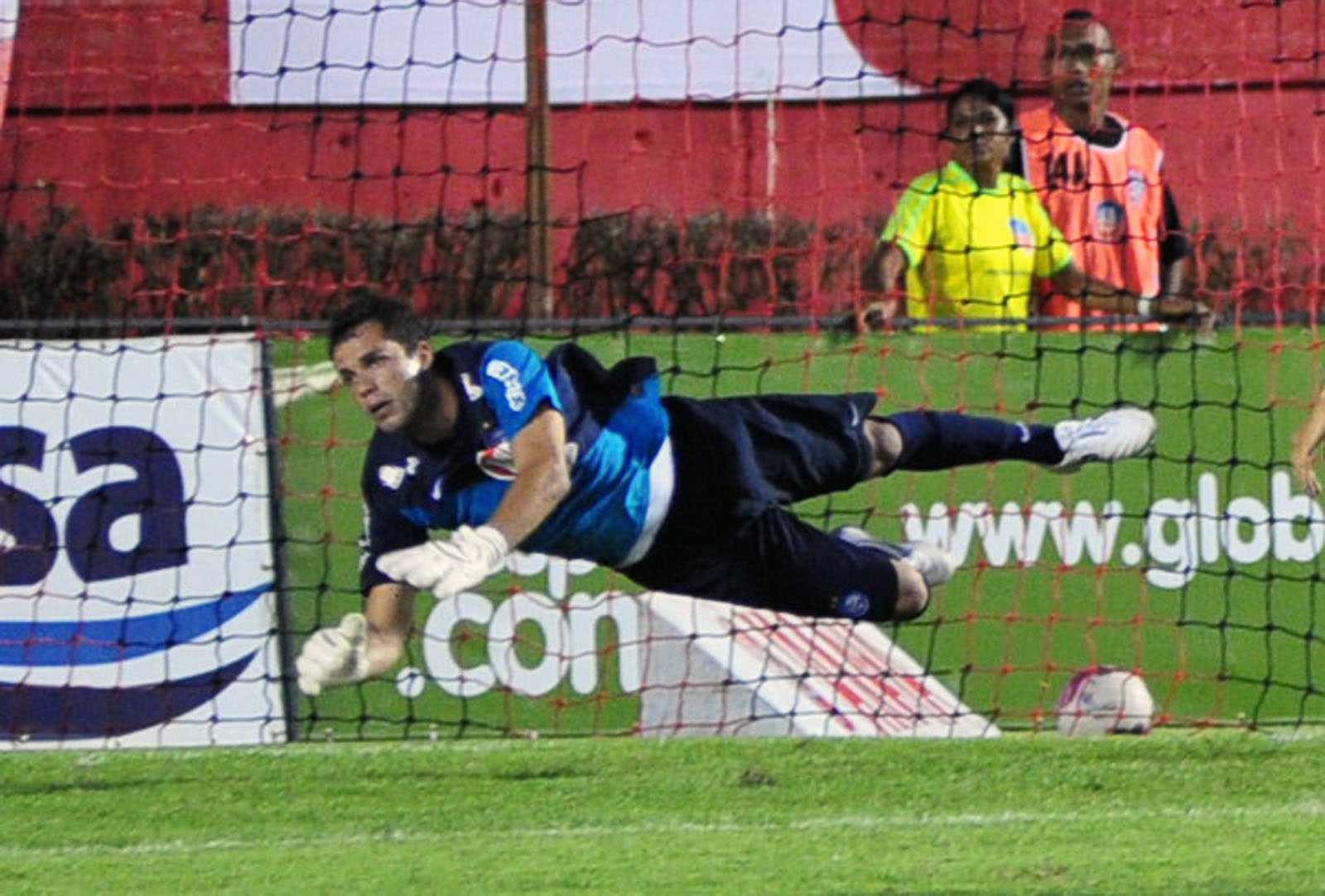
Marcelo Lomba no Bahia em 2012

No dia 15 de maio de 2011, foi emprestado ao Bahia para a disputa do Campeonato Brasileiro.
No Campeonato Brasileiro, Lomba se destacou com incríveis defesas, fato que o levou a cair nas graças da torcida e a receber o prêmio de melhor goleiro do campeonato, entrando para a Seleção Armando Nogueira (seleção dos melhores do campeonato, armado em um esquema do tradicional 4-4-2).
Recebeu prêmio de melhor da equipe do "Sempre Bahia", nomeando-o como o craque da equipe em 2011.
No dia 6 de junho de 2012, devido a suas ótimas atuações com a camisa tricolor, assinou novo contrato definitivo com o Bahia até 31 de dezembro de 2014. Perdeu para o Flamengo por 2 a 1 na Arena Pituaçu, no dia 15 de julho. Sofreu quatro gols no dia 19 de julho, e acabou perdendo o jogo no placar também por 4 a 0. No jogo seguinte terminou em um empate por 2 a 2 contra o Coritiba, sofrendo o segundo gol do Coritiba nos últimos minutos. Sofreu dois gols no dia 10 de outubro, contra o Fluminense em que sua equipe acabou perdendo novamente mas no placar por 2 a 0 dentro de casa.
No dia 17 de março de 2013, completou 100 jogos pelo Bahia. Começou o Campeonato Brasileiro de 2013 com derrota diante do Criciúma no dia 26 de maio, perdendo o jogo por 3 a 1 fora de casa. Já no dia 13 de julho, no jogo diante da Ponte Preta, no estádio Moisés Lucarelli, em Campinas, Marcelo Lomba defendeu um pênalti aos 15 minutos do segundo tempo. Não sendo muito, ele defendeu outro pênalti as 38 minutos do segundo tempo, garantindo assim, um 0 a 0.
No dia 19 de janeiro de 2014, completou 150 jogos pelo Bahia. Já no dia 1 de outubro de 2014, completou 200 jogos pelo Tricolor de Aço.

### Internacional

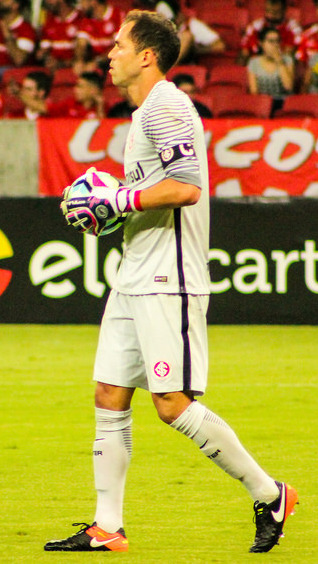
Lomba com o Internacional em 2017

Em 15 de julho de 2016, foi contratado pelo Internacional, em um negócio que envolveu a ida do goleiro Muriel para o Bahia.
No Colorado, Lomba virou o reserva imediato de Danilo Fernandes, substituindo-o à altura por lesão no ano de 2017 em comparação com a má sequência de jogos que teve em 2016 quando também substituiu o mesmo Danilo por lesão. Teve atuação de destaque principalmente nos confrontos contra o Corinthians pela Copa do Brasil, onde defendeu duas cobranças na disputa por pênaltis, garantindo o Internacional nas oitavas da competição em 2017.
Em 2018, Lomba assumiu a titularidade da meta colorada com as lesões de Danilo Fernandes, onde conquistou o terceiro lugar no Campeonato Brasileiro, garantindo a classificação para a fase de grupos da Copa Libertadores de 2019, conquistando no final do ano o prêmio de melhor goleiro do Campeonato Brasileiro, pela CBF.

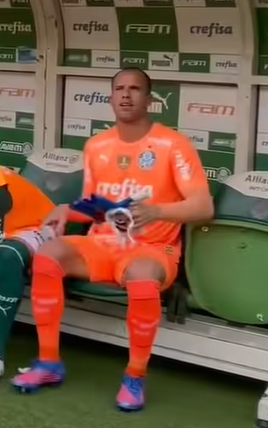
Lomba com o Palmeiras em 2022

### Palmeiras
Em dezembro de 2021, Lomba assinou contrato de um ano com o Palmeiras. Foi apresentado em 11 de janeiro de 2022, recebendo a camisa 42. Sua estreia foi dia 26 de janeiro, na primeira rodada do Campeonato Paulista, no Allianz Parque, contra a Ponte Preta, mantendo a meta sem ser vazada numa vitória palmeirense por 3–0. Em novembro, renovou seu contrato com o Palmeiras até o fim de 2023.
Em dezembro de 2023, assinou nova renovação com o Palmeiras, desta vez até o fim de 2024. Em janeiro de 2025, o goleiro assinou um novo contrato até o fim do ano.

## Estatísticas
Atualizadas até 5 de junho de 2022

### Clubes
| Clube             | Temporada         | Campeonato nacional | Campeonato nacional | Copa nacional[a] | Copa nacional[a] | Competições continentais[b] | Competições continentais[b] | Campeonatos estaduais[c] | Campeonatos estaduais[c] | Outros torneios[d] | Outros torneios[d] | Total | Total |
| Clube             | Temporada         | Jogos               | Gols                | Jogos            | Gols             | Jogos                       | Gols                        | Jogos                    | Gols                     | Jogos              | Gols               | Jogos | Gols  |
| ----------------- | ----------------- | ------------------- | ------------------- | ---------------- | ---------------- | --------------------------- | --------------------------- | ------------------------ | ------------------------ | ------------------ | ------------------ | ----- | ----- |
| Flamengo          | 2006              | 0                   | 0                   | 0                | 0                | —                           | —                           | 0                        | 0                        | 2                  | 0                  | 2     | 0     |
| Flamengo          | 2007              | 0                   | 0                   | —                | —                | 0                           | 0                           | 0                        | 0                        | 0                  | 0                  | 0     | 0     |
| Flamengo          | 2008              | 0                   | 0                   | —                | —                | 0                           | 0                           | 1                        | 0                        | 0                  | 0                  | 1     | 0     |
| Flamengo          | 2009              | 0                   | 0                   | 0                | 0                | 0                           | 0                           | 0                        | 0                        | 0                  | 0                  | 0     | 0     |
| Flamengo          | 2010              | 30                  | 0                   | —                | —                | 1                           | 0                           | 1                        | 0                        | 0                  | 0                  | 32    | 0     |
| Flamengo          | 2011              | 0                   | 0                   | 0                | 0                | 0                           | 0                           | 0                        | 0                        | 0                  | 0                  | 0     | 0     |
| Flamengo          | Total             | 30                  | 0                   | 0                | 0                | 1                           | 0                           | 2                        | 0                        | 2                  | 0                  | 35    | 0     |
| Bahia             | 2011              | 33                  | 0                   | —                | —                | —                           | —                           | —                        | —                        | —                  | —                  | 33    | 0     |
| Bahia             | 2012              | 36                  | 0                   | 6                | 0                | 2                           | 0                           | 16                       | 0                        | —                  | —                  | 60    | 0     |
| Bahia             | 2013              | 37                  | 0                   | 0                | 0                | 4                           | 0                           | 9                        | 0                        | 6                  | 0                  | 56    | 0     |
| Bahia             | 2014              | 37                  | 0                   | 6                | 0                | 4                           | 0                           | 12                       | 0                        | 6                  | 0                  | 65    | 0     |
| Bahia             | 2016              | 13                  | 0                   | 4                | 0                | 0                           | 0                           | 12                       | 0                        | 8                  | 0                  | 37    | 0     |
| Bahia             | Total             | 156                 | 0                   | 16               | 0                | 10                          | 0                           | 49                       | 0                        | 20                 | 0                  | 251   | 0     |
| Ponte Preta       | 2015              | 37                  | 0                   | 3                | 0                | 2                           | 0                           | 1                        | 0                        | 0                  | 0                  | 43    | 0     |
| Ponte Preta       | Total             | 37                  | 0                   | 3                | 0                | 2                           | 0                           | 1                        | 0                        | 0                  | 0                  | 43    | 0     |
| Internacional     | 2016              | 6                   | 0                   | —                | —                | —                           | —                           | —                        | —                        | —                  | —                  | 6     | 0     |
| Internacional     | 2017              | 0                   | 0                   | 3                | 0                | 0                           | 0                           | 5                        | 0                        | 2                  | 0                  | 10    | 0     |
| Internacional     | 2018              | 24                  | 0                   | 5                | 0                | 0                           | 0                           | 8                        | 0                        | 0                  | 0                  | 37    | 0     |
| Internacional     | 2019              | 34                  | 0                   | 8                | 0                | 10                          | 0                           | 14                       | 0                        | 0                  | 0                  | 66    | 0     |
| Internacional     | 2020              | 37                  | 0                   | 4                | 0                | 12                          | 0                           | 11                       | 0                        | 0                  | 0                  | 64    | 0     |
| Internacional     | 2021              | 15                  | 0                   | 0                | 0                | 6                           | 0                           | 8                        | 0                        | 0                  | 0                  | 29    | 0     |
| Internacional     | Total             | 116                 | 0                   | 20               | 0                | 28                          | 0                           | 46                       | 0                        | 2                  | 0                  | 212   | 0     |
| Palmeiras         | 2022              | 3                   | 0                   | 1                | 0                | 0                           | 0                           | 7                        | 0                        | 0                  | 0                  | 11    | 0     |
| Palmeiras         | Total             | 3                   | 0                   | 1                | 0                | 0                           | 0                           | 7                        | 0                        | 0                  | 0                  | 11    | 0     |
| Total na carreira | Total na carreira | 342                 | 0                   | 40               | 0                | 41                          | 0                           | 105                      | 0                        | 24                 | 0                  | 552   | 0     |

- a. ^ Jogos da Copa do Brasil
- b. ^ Jogos da Copa Libertadores e Copa Sul-Americana
- c. ^ Jogos do Campeonato Carioca, Campeonato Paulista e Campeonato Baiano e Campeonato Gaúcho
- d. ^ Jogos da Copa do Nordeste, Primeira Liga e amistosos

## Títulos
Flamengo
- Copa do Brasil: 2006
- Campeonato Carioca: 2007, 2008, 2009 e 2011
- Taça Guanabara: 2007, 2008 e 2011
- Taça Rio: 2009 e 2011

Bahia
- Campeonato Baiano: 2012[29] e 2014

Palmeiras
- Recopa Sul-Americana: 2022
- Campeonato Paulista: 2022, 2023 e 2024
- Campeonato Brasileiro: 2022 e 2023
- Supercopa do Brasil: 2023[30]

Seleção Brasileira
- Campeonato Mundial Sub-17: 2003

### Prêmios individuais
- Melhor Goleiro do Campeonato Brasileiro - Troféu Armando Nogueira: 2011[5]
- Melhor Jogador do Esporte Clube Bahia: 2011
- Seleção do Campeonato Baiano: 2012[31] e 2014[32]
- Melhor Goleiro do Campeonato Brasileiro - Prêmio Craque do Brasileirão: 2018